# Al-Mutalammis
Al-Mutalammis, arabisch المتلمس, Geburtsname: Dscharir ibn Abd al-Masih, arabisch جرير بن عبد المسيح, gest. um 580, war ein christlicher vorislamischer arabischer Dichter. Er war der Onkel von Tarafa ibn al-Abd, mit dem er in al-Hira am Hofe der Lachmiden verkehrte.

## Leben
Bekannt wurde al-Mutalammis vor allem durch den Brief des Mutalammis (صحيفة المتلمس). Da er und sein Neffe Tarafa den lachmidischen König Amr III ibn al-Mundhir verärgert haben sollen, soll dieser sie aus Rache mit einem Brief nach Bahrain geschickt haben, den sie dem dortigen Gouverneur übergeben sollten. Auf dem Weg dorthin öffnete al-Mutalammis den Brief und stellte fest, dass der Brief seine eigene Verurteilung, lebendig begraben zu werden, enthielt. Daraufhin warf er den Brief in einen Fluss und beschwor seinen Neffen, dasselbe zu tun. Der ungläubige Tarafa weigerte sich auf seinen Onkel zu hören und lief in sein verhängnisvolles Schicksal.
Nach dieser Episode begab sich Mutalammis nach Bosra in Syrien, wo er um 580 gestorben sein soll.

## Rezeption
In der 1704 erschienenen erweiterten Neuausgabe von Tausendundeine Nacht von Antoine Galland greift die Geschichte des Dichters al-Mutalammis die Flucht des Dichters auf, der deshalb seine Ehefrau Umaimah verlassen muss, sie jedoch rechtzeitig wieder trifft, bevor sie sich neu verheiratet.